# Tepus (Tepus)
Tepus is een bestuurslaag in het regentschap Gunung Kidul van de provincie Jogjakarta, Indonesië. Tepus telt 7986 inwoners (volkstelling 2010).